# Čavle
Čavle es un municipio de Croacia en el condado de Primorje-Gorski Kotar.

## Geografía
Se encuentra a una altitud de 309 m s. n. m. a 157 km de la capital nacional, Zagreb.

## Demografía
En el censo 2011 el total de población del municipio fue de 7 220 habitantes, distribuidos en las siguientes localidades:
- Buzdohanj -  1 517
- Cernik -  1 397
- Čavle - 1 358
- Grobnik -  421
- Ilovik -  14
- Mavrinci -  1 021
- Podčudnič -  470
- Podrvanj - 461
- Soboli -  172
- Zastenice - 389

| Gráfica de población de Čavle 1857-2011                             |
|                                                                     |
| Según los censos de población de la oficina estadística de Croacia. |